# Abies ziyuanensis
Abies ziyuanensis ist eine Pflanzenart aus der Gattung der Tannen (Abies) in der Familie der Kieferngewächse (Pinaceae). Sie kommt nur im Süden Chinas vor und ist deshalb ein Endemit. Die Art wird gelegentlich auch als Varietät von Abies beshanzuensis geführt.

## Beschreibung
Abies ziyuanensis wächst als immergrüner Baum, der Wuchshöhen von bis zu 30 Metern und Brusthöhendurchmesser von bis zu 90 Zentimetern erreichen kann. Die Äste gehen waagerecht von langen und geradem Stamm ab. Junge Bäume haben eine glatte, gräuliche Borke, welche im Alter etwas aufhellt, Furchen bildet und in viele, unterschiedlich große Platten aufreißt. Die Rinde der kräftigen Zweige ist zuerst hellgelb bis bräunlich-gelb gefärbt. Im dritten oder vierten Jahr verfärbt sie sich häufig gräulichschwarz und reißt auf. In den Furchen stehen manchmal Haare und man findet Blattnarben.
Die ovalen bis konischen Knospen sind gelblichbraun gefärbt. Sie sind von einer dünnen, weißlichen Harzschicht umgeben. Die Nadeln werden 1 bis 4,2 Zentimeter lang und 2,5 bis 3,5 Millimeter breit. Sie stehen spiralig angeordnet an den Zweigen. An der Nadelunterseite findet man zwei weiße Stomatabänder.
Die Blütezeit umfasst den gesamten Mai. Die gelben männlichen Blütenzapfen werden rund 2 Zentimeter groß und stehen an den Blattachseln. Die gelblichgrünen weiblichen Blütenzapfen sind 5 bis 10 Millimeter groß und besitzen einen langen Stiel. Zur Reife im Oktober bis November hin verfärben sich die Zapfen bis dunkelbraun. Reife Zapfen sind zylindrisch-elliptisch geformt und werden 7 bis 12 Zentimeter lang und 3,5 bis 4,5 Zentimeter dick. Die purpurgrauen Samen werden 20 bis 24 Millimeter lang, wobei 10 bis 14 Millimeter auf den gefleckten Flügel entfallen.

## Verbreitung und Standort
Abies ziyuanensis kommt nur in China vor. Dort findet man sie im Südosten Guangxis, dem Süden Hunans sowie im Westen Jiangxis in Höhenlagen von 1400 bis 1800 Metern.

## Systematik
Die Art wird innerhalb der Gattung der Tannen (Abies) der Sektion Momi und der Untersektion Holophyllae zugeordnet. Sie wird nicht von allen Autoren als eigenständige Art anerkannt. So führt zum Beispiel die Flora of China sie als Abies beshanzuensis var. ziyuanensis (L.K. Fu & S.L. Mo) L.K. Fu & Nan Li. Weitere Synonyme für die Art sind Abies dayuanensis Q. X. Liu und Abies fabri var. ziyuanensis (L. K. Fu & S. L. Mo) Silba.

## Gefährdung und Schutz
Die Art wird in der Roten Liste der IUCN als „stark gefährdet“ („endangered“) geführt. Als Hauptgrund für die Gefährdung werden die geringe Bestandsgröße verbunden mit einer langsamen Fortpflanzungsrate genannt.